# 春日站 (福岡縣)
春日站（日语：／ Kasuga eki */?）是位於福岡縣春日市春日原北町五丁目，九州旅客鐵道（JR九州）的鹿兒島本線車站。車站編號為JB04。

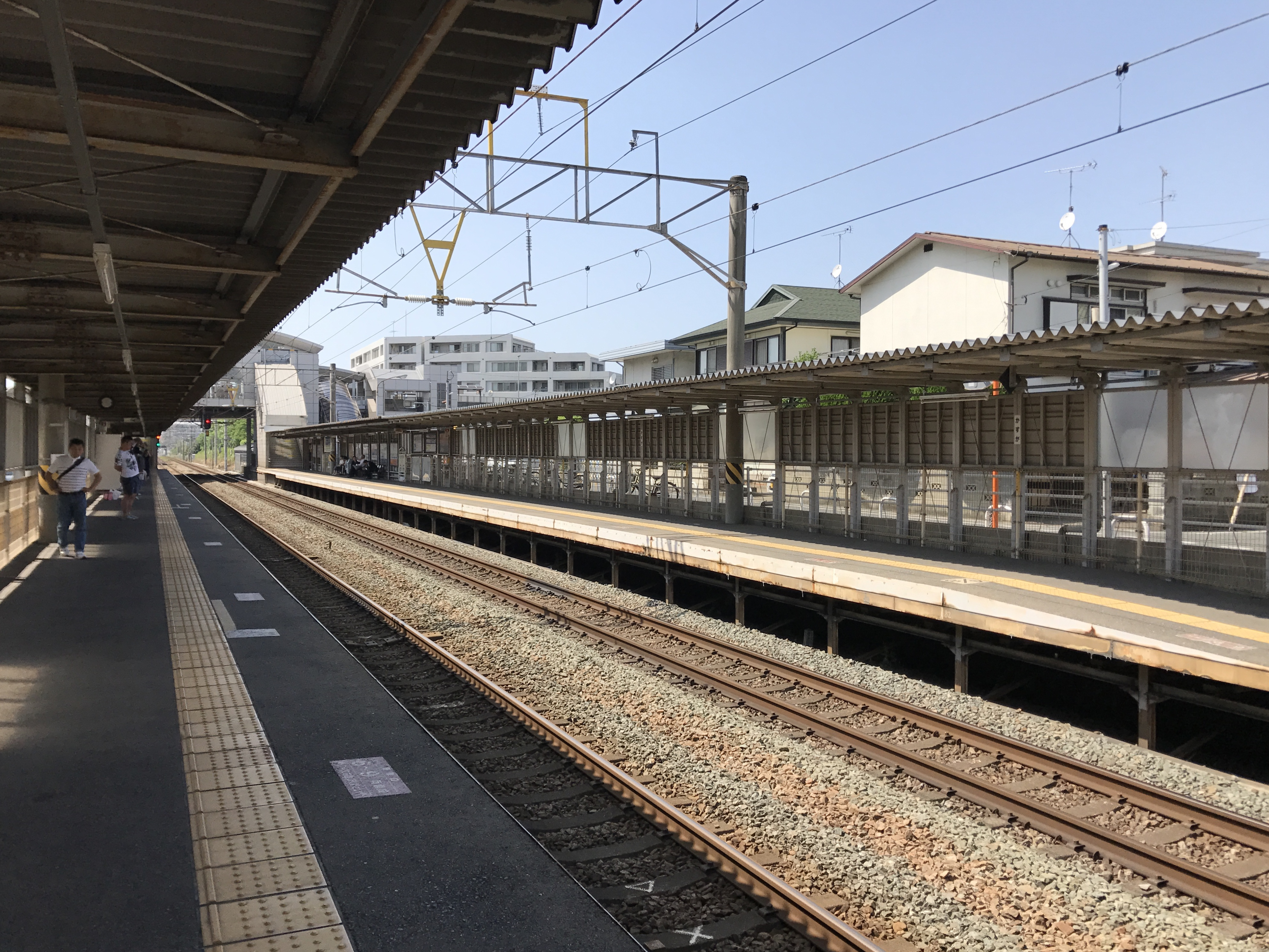
月台(2017年6月)

## 歷史
- 1989年（平成元年）3月11日 - 車站啟用，當初為無人車站。
- 2003年（平成15年）3月15日 - 進行車站重建工程，跨站式站房建成[1]，同時建設多用途廁所、升降機等無障礙設施。
- 2009年（平成21年）3月1日 - 此站可以使用IC卡「SUGOCA」[2]。
- 2022年3月12日：停用綠色窗口，改為使用指定席劵發售機[3]。

## 車站構造
本站為跨站式站房的地面車站，設有2面2線的相對式月台。上行月台鹿兒島一方設有中性區。此站是由JR九州服務支援管理的業務委託車站，設有指定席劵發售機、自動閘機及可以使用「SUGOCA」IC卡。不過因精簡人手，2022年3月12日起停用綠色窗口，改為全面使用指定席劵發售機。

### 月台
| 月台 | 路線       | 上下行 | 方向             |
| ---- | ---------- | ------ | ---------------- |
| 1    | 鹿兒島本線 | 下行   | 二日市、鳥栖方向 |
| 2    | 鹿兒島本線 | 上行   | 博多、小倉方向   |

## 利用狀況
在2018年（平成30年）度，1日平均乘車人次為4,743人。
以下為近年1日平均上下車、乘車人次列表：
| 年度   | 1日平均 上下車人次 | 1日平均 乘車人次 |
| ------ | ------------------ | ---------------- |
| 1995年 | 6,357              | 沒有公布         |
| 1996年 | 6,522              | 沒有公布         |
| 1997年 | 6,583              | 沒有公布         |
| 1998年 | 6,791              | 沒有公布         |
| 1999年 | 6,894              | 沒有公布         |
| 2000年 | 6,738              | 沒有公布         |
| 2001年 | 6,783              | 沒有公布         |
| 2002年 | 6,629              | 沒有公布         |
| 2003年 | 6,627              | 沒有公布         |
| 2004年 | 6,608              | 沒有公布         |
| 2005年 | 6,897              | 沒有公布         |
| 2006年 | 7,153              | 沒有公布         |
| 2007年 | 7,219              | 沒有公布         |
| 2008年 | 7,410              | 沒有公布         |
| 2009年 | 7,596              | 沒有公布         |
| 2010年 | 7,862              | 沒有公布         |
| 2011年 | 8,383              | 沒有公布         |
| 2012年 | 8,320              | 沒有公布         |
| 2013年 | 8,598              | 沒有公布         |
| 2014年 | 8,907              | 沒有公布         |
| 2015年 | 9,184              | 沒有公布         |
| 2016年 |                    | 4,656            |
| 2017年 |                    | 4,722            |
| 2018年 |                    | 4,743            |

## 車站周邊
車站位於春日市東北方，距離春日市政廳約250米。車站周邊設有許多住宅區，也設有三葉草廣場和福岡県營春日公園等公共設施。距離車站500米外設有商業設施，該處設有西鐵春日原站。車站上與縣道56號立體相交。車站出入口連接縣道56號。
- 三葉草廣場
- 春日市政廳
- 春日警署（日语：春日警察署）
- 航空自衛隊春日基地
- 福岡県營春日公園（日语：福岡県営春日公園）
  - 春日公園棒球場
  - 野外音樂堂
- 春日市立春日原小學（日语：春日市立春日原小学校）
- 西日本鐵道 春日原站
- 東慶院（豐川稻荷九州別院）
- 春日神社（日语：春日神社 (春日市)）

## 巴士路線
在縣道56號線上設有巴士站。
- 西鐵巴士二日市（日语：西鉄バス二日市）（西鐵春日原、筑紫台、紅葉丘、大土居、天神山、上白水、博多南站、中原、那珂川高地、春日神社、春日、惣利、若草、月之浦方向，路線方向截至2013年3月16日）
- 春日市社區巴士「彌生（日语：やよい）」（於春日市內行走）

## 相鄰車站
九州旅客鐵道
鹿兒島本線
■快速、■區間快速
通過
■區間快速（只有部分列車停站）、■普通
南福岡（JB03）－春日（JB04）－大野城（JB05）

## 注腳
1. 1 2  . RAIL FAN (鐵道友之會). 2003-06-01, 50 (6): 21.
2. ↑  . 交通新聞 (交通新聞社). 2009-03-03: 1.
3. 1 2   (PDF). 九州旅客鉄道株式会社.   [2021-12-23]. （原始内容存档 (PDF)于2022-01-27） （日语）.
4. ↑  . 日本經濟新聞 電子版.   [2020-04-01]. （原始内容存档于2020-04-19） （日语）.
5. ↑   (PDF). 九州旅客鐵道.   [2018-07-13]. （原始内容存档 (PDF)于2020-03-15）.

## 外部連結
- 春日（車站資訊） - 九州旅客鐵道